# Serafino De Tivoli
Pour les articles homonymes, voir Tivoli.
Serafino De Tivoli (Livourne, 1826 - Florence, 1er novembre 1892) est un peintre italien du mouvement des Macchiaioli au XIXe siècle.

## Biographie
En 1838, il déménage à Florence et commence des études près du collège des Pères Piaristes de Florence.
En 1848, il rejoint d'abord les étudiants toscans afin de combattre les troupes autrichiennes à Curtatone et Montanara et ensuite en 1849 
les Garibaldiens afin de défendre Rome. Pendant cette campagne il fait la connaissance de Gerolamo Induno, Eleuterio Pagliano dont il partage l'intérêt pour la perspective naturelle (ou Veduta) française.
Il retourne à Florence où il participe à L'exposition promotrice avec des tableaux de Rome d'inspiration paysagiste. En 1853 il expose quelques paysages de la campagne toscane.
Le virage définitif de son style date de 1854 quand, comme précurseur de la technique des Macchiaioli, il travaille dans la campagne siennoise avec Lorenzo Gelati et Francesco Saverio Altamura. Très habile dans le rendu de la réalité comme elle apparaissait par l'usage très maîtrisé de la technique la plus pointue des Macchiaioli, c'est-à-dire les taches. En 1855, après un voyage à Paris d'où il revient enthousiasmé par les effets clairs-obcurs de Alexandre-Gabriel Decamps, il devient un des animateurs les plus actifs du Caffè Michelangiolo.
En 1864, il rejoint son frère à Londres et ensuite  en 1873 il s'établit à Paris où il est influencé par l'effet impressionniste en vogue dans la capitale.

En 1880, il participe à l'exposition nationale de Turin avec le tableau Pescaia à Bugival.

En 1889, il expose des vues de la Seine à l'Exposition universelle.
En 1890, il rentre à Florence où il continue à exposer aux Promotrici des vues de la campagne toscane. Mais les goûts ayant changé, ses conditions économiques deviennent très difficiles et en 1892 il décède dans un hospice, malade et pauvre.

## Œuvres
- Una pastura (un pâturage), Galerie d'Art moderne (Florence).
- Pescaia a Bugival.

## Sources
- (it) Cet article est partiellement ou en totalité issu de l’article de Wikipédia en italien intitulé « Serafino De Tivoli » (voir la liste des auteurs).